# دوا رایای یکم
دوا رایای یکم (انگلیسی: Deva Raya I؛ ح. 1370 – ۲۵ فوریه ۱۴۲۳) از قوم یدوه اهل امپراتوری ویجایاناگارا بود.